# Lishu (socken i Kina, Hunan)
Lishu (kinesiska: 李树, 李树乡) är en socken i Kina. Den ligger i provinsen Hunan, i den södra delen av landet, omkring 390 kilometer väster om provinshuvudstaden Changsha. Antalet invånare är 8713. Befolkningen består av 3 923 kvinnor och 4 790 män. Barn under 15 år utgör 17,0 %, vuxna 15-64 år 69 %, och äldre över 65 år 12,0 %.
Den genomsnittliga årsnederbörden i socknen är 1 671 millimeter. Den regnigaste månaden är maj, med i genomsnitt 276 mm nederbörd, och den torraste är december, med 46 mm nederbörd.